# Khu định cư Hromada Dvorichna
Khu định cư Hromada Dvorichna (tiếng Ukraina: Дворічанська селищна громада, đã Latinh hoá: Dvorichanska selyshchna hromada, tiếng Nga: Дворичанская поселковая община) là một hromada thuộc huyện Kupiansk, tỉnh Kharkiv, Ukraine. Hromada được thành lập vào ngày 12 tháng 6 năm 2020, và được quản lý bởi khu định cư kiểu đô thị Dvorichna, là chính quyền địa phương cho 55 khu định cư. Dân số trước chiến tranh của hromada rất nhỏ, và nền kinh tế chủ yếu dựa vào nông nghiệp với rất ít ngành công nghiệp. Tính đến năm 2023, hromada vẫn bị quân Nga chiếm đóng khoảng một nửa do hậu quả của cuộc xâm lược Ukraine của Nga, và đã bị giảm dân số nghiêm trọng do việc sơ tán bắt buộc được ban hành cho tất cả dân thường ở các khu vực đã được giải phóng.

## Tổng quan
Toàn bộ hromada chủ yếu bao gồm đất nông nghiệp bằng phẳng, hầu như không có khu công nghiệp nào. Cùng với đó, hromada cũng phần lớn chưa được phát triển, chỉ mới có điện gần đây và vẫn có rất ít liên lạc hoặc internet với bên ngoài. Vì lý do này, mặc dù hromada có trang web chính thức, nhưng nó hiếm khi được cập nhật thông tin mới.
Trước khi Nga xâm lược vào năm 2022, thu nhập của hromada đến hoàn toàn từ nông nghiệp, chăn nuôi, kế toán, giáo dục, y tế và hành chính. Hromada có một trường thể thao thành công đáng chú ý ở khu định cư hành chính trung tâm Dvorichna, cùng với nhiều trường học và một nhà trẻ khác.

## Lịch sử

### Thành lập và những năm đầu

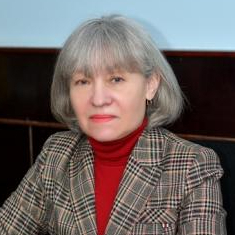
Halyna Turbaba (2020-nay), Trưởng Hromada đầu tiên và duy nhất

Hromada Dvorichna được thành lập vào ngày 12 tháng 6 năm 2020 sau khi sáp nhập 14 hội đồng định cư trong huyện Dvorichna, vốn sẽ bị bãi bỏ. Sau khi thành lập, hromada trở thành chính quyền địa phương cho 55 khu định cư, với tổng dân số là 16.568 người vào tháng 1 năm 2021.
Hromada đã tổ chức cuộc bầu cử đầu tiên vào ngày 25 tháng 10 năm 2020, trong đó Turbaba Halyna Hryhorivna, người gốc Dvorichna, đã được bầu làm Trưởng Hromada. Trước cuộc chiến năm 2022, hromada có tổng dân số khoảng 16.500 người trong diện tích 1.109,1 km2 (428,2 dặm vuông Anh).

### Nga xâm lược
Toàn bộ hromada đã bị quân Nga chiếm đóng trong những ngày đầu của cuộc xâm lược Ukraine của Nga vào tháng 2 năm 2022. Trong thời gian chiếm đóng hoàn toàn, Halyna Turbaba đã bị giam cầm hai lần vì từ chối hợp tác với quân đội Nga. Trong lần đầu tiên bị giam cầm kéo dài một tháng và lần thứ hai bị giam cầm 50 ngày của Turbaba, một số quan chức hromada cấp dưới đã đồng ý làm việc với người Nga. Trong thời gian này: những ngôi nhà đẹp hơn, cùng với các thiết bị hữu ích từ các trang trại, được cho là đã bị quân đội Nga tịch thu. Nhiều cư dân cũng rời đi đến biên giới Nga hoặc đi qua một con đập bắc qua hồ chứa Pecheneg (uk) đến lãnh thổ do quân đội Ukraina kiểm soát.
Halyna Turbaba, Trưởng Hromada, Phỏng vấn Suspilne vào tháng 4 năm 2023
Tình hình lãnh thổ chỉ thay đổi ở hromada sau cuộc phản công Kharkiv thành công do lực lượng Ukraine thực hiện vào tháng 9 năm 2022, trong đó quyền kiểm soát hromada sẽ được chia cắt dọc theo sông Oskil vào ngày 12 tháng 9, và sẽ duy trì theo cách này với một số ngoại lệ. Sau cuộc phản công, những quan chức cấp dưới làm việc với Nga đã trốn khỏi hromada, và nhiều cư dân cũ rời đi sang Nga đã quay trở lại sống ở Kharkiv hoặc chuyển đến các quốc gia châu Âu khác bao gồm Cộng hòa Séc, Đức, Na Uy, Ba Lan, Thụy Điển và Thụy Sĩ, khi hromada tiền tuyến hiện nay được đặt dưới lệnh sơ tán bắt buộc. Sự suy giảm dân số này đã dẫn đến chỉ còn khoảng 2.000 cư dân ở lại các khu vực được giải phóng lại của hromada vào tháng 12 năm 2022, và chỉ còn 1.100 cư dân vào tháng 4 năm 2023, chủ yếu là người già, với chỉ 60 người trong số đó là trẻ em.
Việc pháo kích hàng ngày vào hromada kể từ sau cuộc phản công của Ukraine đã phá hủy phần lớn khu định cư hành chính trung tâm Dvorichna: bao gồm tất cả 35 tòa nhà chung cư ở đó, 30% tổng số tòa nhà dân cư trong hromada, và 70% ở Dvorichna, và phần lớn cơ sở hạ tầng giáo dục, y tế và giải trí trong hromada, cũng như làm hư hỏng hoặc phá hủy tất cả các tòa nhà hành chính. Tất cả các tòa nhà không tiếp giáp với các khu định cư hromadas lân cận cũng mất quyền truy cập vào điện, khí đốt và nhiệt, dẫn đến việc các bưu điện, ngân hàng, nhà thuốc và các cơ sở kinh doanh khác dựa trên đó của hromada bị đóng cửa vô thời hạn.
Vì những yếu tố này, phần lớn dân số còn lại sống trong sân vườn hoặc tầng hầm do thiệt hại từ chiến tranh. Trợ giúp nhân đạo bao gồm thực phẩm, vệ sinh, củi đốt, nhiên liệu và các vật phẩm cần thiết khác được phân phối trung bình hai lần một tháng cho cư dân, giúp họ vẫn có thể sống trong hromada. Một tiệm bánh được xây dựng bởi các nhân viên cứu trợ cùng với các vườn rau địa phương cũng cung cấp nhiều thức ăn hơn mức cần thiết cho cư dân. Một bác sĩ và xe cứu thương địa phương cũng cung cấp hỗ trợ y tế mặc dù không có hiệu thuốc nào hoạt động. Công tác quản lý vẫn do Turbaba và hai quan chức khác phụ trách, với nhiều người khác chọn làm việc từ xa. Có rất ít hoặc không có thông tin liên lạc với nửa bị chiếm đóng của hromada, với khả năng xảy ra thảm họa nhân đạo.

#### Kiểm soát lãnh thổ kể từ tháng 9 năm 2022
Sau cuộc phản công thành công của Ukraine, tình hình lãnh thổ ở hromada không thay đổi cho đến ngày 18 tháng 10, khi một cuộc phản công cục bộ của Nga chiếm lại Horobivka. Bốn tháng sau, từ ngày 4 đến ngày 18 tháng 2 năm 2023, một cuộc phản công lớn hơn của Nga từ Dvorichne đã đẩy lùi lực lượng Ukraine khỏi khu định cư vào ngày 10 tháng 2, và tiếp tục tiến công chiếm Lyman Pershyi (uk) vào ngày 16 tháng 2, và Hrianykivka vào ngày 18 tháng 2, là sự kiện quan trọng cuối cùng của cuộc tấn công. Theo Turbaba, vào khoảng thời gian này, dân số của Hrianykivka đã trở thành 0 sau khi mọi tòa nhà ở đó bị phá hủy trong loạt các cuộc tấn công và phản công.
Vào ngày 15 tháng 5 năm 2023, một cuộc phản công cục bộ khác của Nga đã chiếm lại Masiutivka, khu định cư cuối cùng trong hromada ở phía đông sông Oskil.
Vào ngày 17 tháng 7 năm 2023, lực lượng Nga sẽ cố gắng tiến xa hơn từ Masiutivka và cố gắng vượt sông Oskil. Mặc dù Bộ Tổng tham mưu Ukraine báo cáo rằng cuộc tấn công không thành công, nhưng một milblogger Nga tuyên bố rằng cuộc tấn công đã chiếm được 1–2 km đất theo hướng này. Tuyên bố này sẽ được các milblogger khác và Bộ Quốc phòng Nga ủng hộ hai ngày sau vào ngày 19 tháng 7. Sự tiến công của Nga theo hướng này sẽ tiếp tục một lần nữa vào ngày 8 tháng 8, với lực lượng Nga của Tập đoàn quân hợp thành số 6 chiếm được các vị trí ở phía nam Vilshana và Lyman Pershyi.

## Danh sách các khu định cư
Hromada bao gồm một khu định cư kiểu đô thị, là trung tâm hành chính Dvorichna, và 54 khu định cư khác, bao gồm:
- Berestove [uk]
- Bohdanivske [uk]
- Bolohivka [uk]
- Dobroliubika [uk]
- Dovhenke [uk]
- Dvorichanske [uk]
- Dvorichne
- Fyholivka [uk]
- Horobivka
- Hrakove [uk]
- Hrianykivka
- Ivanivka [uk]
- Lozova Druha [uk]
- Lozova Persha [uk]
- Lyman Druhyi [uk]
- Lyman Pershyi [uk]
- Kamianka [uk]
- Kasianivka [uk]
- Kolodiazne [uk]
- Krasne Pershe [uk]
- Kutkivka [uk]
- Maltsivka [uk]
- Masiutivka
- Mechnikove [uk]
- Mykolaivka [uk]
- Mytrofanivka [uk]
- Nezhdanivka [uk]
- Novoiehorivka
- Novomlynsk [uk]
- Novouzhvynivka [uk]
- Novovasylivka [uk]
- Obukhivka [uk]
- Odradne [uk]
- Pavlivka [uk]
- Pershotravneve [uk]
- Petrivka [uk]
- Petrivske [uk]
- Petro-Ivanivka [uk]
- Pishchanka [uk]
- Pisky [uk]
- Pleskachivka [uk]
- Putnykove [uk]
- Ridkodub [uk]
- Tavilzhanka
- Stroivka
- Terny [uk]
- Tokarivka [uk]
- Topoli (rural-type settlement)
- Topoli (village)
- Vasyltsivka [uk]
- Velykyi Vyselok [uk]
- Vilshana
- Vodiane [uk]
- Zapadne [uk]